# Raja Club Athletic (cyclisme)
Pour le club omnisports, voir Raja Club Athletic (omnisports).
Pour les articles homonymes, voir RCA.
Maillots
Le Raja Club Athletic Cyclisme, abrégé en Raja CA Cyclisme ou RCA Cyclisme (en arabe: نادي الرجاء الرياضي للدراجات), est un ancien club marocain de cyclisme fondé en 1958 et affilié à la Fédération royale marocaine de cyclisme et l'Union cycliste internationale. 
Basé à Casablanca, le club était l'une des nombreuses sections du Raja Club Athletic, club omnisports fondé le 20 mars 1949.
Créée en 1958, la section de cyclisme figure parmi les sections les plus anciennes du club.

## Histoire

### Création
Lors de la saison 1958-1959, la section cyclisme du Raja voit le jour au garage "La mécanique moderne", à Casablanca. Parmi les fondateurs du club figurent Bouzid, Mohamed Wabid, Mokhtar Zaidi, Saad Nacer Lacène, Lachila et Belkadir.
À l'occasion de l'inauguration du club, une petite fête s'est tenue au 242 Boulevard Jean-Courtin à Casablanca. Au nom du comité du RCA, le Père Jégo improvisa une courte allocution dans laquelle il formula ses vœux de réussite et de prospérité au club.
Parmi les personnes présentes à la cérémonie d'inauguration, figure d'autres responsables de la section football comme le secrétaire général Boujemaa Kadri et des représentants des clubs amis de Casablanca comme le Wydad AC et l'Idéal Club Marocain.
Le trio majeur du club, Mohamed El Gourch, Driss Abdesslam et Ferrera, se présenta aux convives sous les couleurs verts et blancs. D'autres coureurs vont rejoindre le club lors de sa création comme Laydi Ben Saleh, Brahim et Rezal.

### Âge d'or
Le Raja réalisera d'excellentes performances durant les années 1960. Plusieurs coureurs du club porterons les couleurs de la sélection nationale en compétitions internationales. À la tête de ses champions, on peut citer Mohamed El Gourch, considéré par beaucoup comme le meilleur athlète de l'histoire du club et du cyclisme marocain. Il a été classé à la 7e place aux Jeux méditerranéens en 1959 et la 11e place au Championnat du monde de cyclisme (amateur) en 1960.
Mohamed El Gourch remportera le Tour du Maroc en 1960, 1964 et 1965. Un exploit jamais réalisé par aucun autre cycliste marocain et qui lui vaut, en plus de ses nombreuses consécrations, d’être le meilleur cycliste marocain de tous les temps. D’autant plus que le Tour du Maroc réunissait à l’époque les meilleurs de ce sport dans le monde.

### Renaissance
À partir de la deuxième moitié des années 1970, les activités de la section commencent à ralentir. Et c'est le rajaoui Abdelkader El Amri, qui fut président de la Fédération royale marocaine de cyclisme pendant 30 ans, qui contribuera à la résurrection du club en 1980.
En 1984, les dirigeants du comité directeur du Raja, Abdellatif Semlali, Abdelouhahed Maâch et Boujemaa Kadri, vont attribuer la mission de réanimer la section à Mohamed Benlkorchi, qui va en devenir le président. Le club avait comme coureur le champion Mustapha Afendi qui venait de participer aux Jeux olympiques 1984, en plus de Mustapha Bechar et Noureddine Ayoubi. Et des encadreurs tel que Abdellah Kaddour, Mamdouh, Ghandoura, Mohamed Bahloul.
Durant cette année, le club organisa le Tour Grand prix feu Karim Hajjaj au Boulevard A.Bouabid, en hommage à la famille de l'ancien dirigeant du Raja et chef de l'Armée de libération nationale. Le club organisa également le Grand prix du Raja à deux reprises.
Au niveau des résultats sportifs, le coureur du Raja Mustapha Afendi se classa huitième au Tour du Maroc en 1985 et leader des participants marocains et africains.

### Instabilité
En 2003, le comité directeur du Raja renforcera ses sections par la fondation de celle du cyclisme. Les membres fondateurs ayant pris la responsabilité, il s’agit du président Mohamed Belmrah, Mohamed Zaghloul, Yassine Regragui, Abdallah Nejdi, Mustapha Dahnane et Saïd Bouzerouata. Les membres présents n’ont pas manqué d’adresser leurs remerciements à la section du football pour son soutien financier.
En 2005, la section a été dissoute.

## Victoires principales

### Circuit UCI
| Compétitions nationales                                                                       | Compétitions amicales et internationales |
| --------------------------------------------------------------------------------------------- | ---------------------------------------- |
| - Tour du Maroc (3) - Vainqueur en 1960, 1964 et 1965 - 2e en 1967 - 3e en 1959, 1968 et 1969 |                                          |

### Jeux olympiques
- Jeux olympiques d'été de 1984 :  Mustapha Afendi (participation)

## Personnalités

### Présidents
- Abdelkader El Amri (1980-1984)
- Mohamed Benlkorchi (1984-1986)
- Mohamed Belmrah (2003-2005)

### Cyclistes notables
- Mohamed El Gourch
- Ben Ali
- Mustapha Afendi
- Driss Abdesslam
- Ferrera
- Laydi Ben Saleh
- Brahim
- Mustapha Bechar
- Driss Ramdane
- Noureddine Ayoubi
- Abdellah Kaddour
- Mamdouh
- Ghandoura
- Mohamed Bahloul.

## Infrastructures

### Vélodrome de Casablanca
Le principal centre d'entraînement du Raja était le Vélodrome de Casablanca (appelé aussi Vélodrome d'Anfa ou Stade Vélodrome), qui a été construit en 1922 par les colons français et possédait la particularité d'abriter le seul cynodrome d'Afrique.
Inscrit sur la liste du patrimoine national, il a vu se produire sur sa piste bétonnée la plupart des clubs de cyclisme casablancais.
Depuis les années 1990, le vélodrome est laissé à l’abandon, la mauvaise gestion de l’endroit signera l’arrêt de mort de ce chef d’œuvre architectural et la baisse du niveau du cyclisme casablancais et marocain en général. Le 30 mars 2017, le roi Mohamed VI a pris les choses en main et a lancé les travaux de réaménagement de ce parc.
En 2021, le parc urbain du vélodrome a ouvert ses portes, au public permettant aux habitants de la capitale économique de profiter d’un nouvel espace vert étalé sur une superficie totale de 2,2 hectares, et destiné à la pratique du sport, et au divertissement,.